# Grape Tonic
Grape Tonic är en vanligt förekommande läskedryck som är nära besläktad med tonic water men innehåller grapefruktjuice eller grapefruktessens. Till skillnad från tonic water är grape tonic något grumlig.
Drycken används både som den är och som groggvirke, till exempel för att blanda gin och tonic-varianten gin och grapetonic i Sjöwall Wahlöös polisromaner kallat en Gripenbergare